# Ceratítides
Els ceratítides (Ceratitida) són un ordre extint de mol·luscs cefalòpodes que conté gairebé tots els gèneres de cefalòpodes ammonoïdeus del Triàsic com també formes ancestrals del Permià superior, essent les excepcions els fil·loceràtids els quals van donar lloc a la gran diversitat dels ammonites de després del Triàsic. Els ceratítides produïen conquilles discoïdals planoespirals.

## Taxonomia
L'odre es classifica així:
- Família Balatonitidae Spath, 1951 †
- Família Carnitidae Arthaber, 1911 †
- Família Ceratitidae  Mojsisovics, 1879 †
- Família Gymnitidae Waagen, 1895 †
- Família Hedenstroemiidae Waagen, 1895 †
- Família Isculitidae Spath, 1951 †
- Família Ptychitidae Mojsisovics, 1882 †
- Família Sturiidae Kipsarova, 1958 †
- Família Ussuriidae  Spath, 1930  †

Gèneres sense assignar a cap família
- Gènere Arcestes Suess, 1865 †
- Gènere Beneckeia Mojsisovics, 1882 †
- Gènere Choristoceras Hauer, 1865 †
- Gènere Cladiscites Mojsisovics, 1879 †
- Gènere Discoceratites Schrammen, 1928 †
- Gènere Flexoptychites Spath, 1951 †
- Gènere Gymnites †
- Gènere Hungarites Mojsisovics, 1879 †
- Gènere Joannites Mojsisovics, 1879 †
- Gènere Margarites †
- Gènere Pinacoceras von Mojsisovics, 1873 †
- Gènere Tirolites Mojsisovics, 1879 †
- Gènere Trachyceras Laube, 1869 †
- Gènere Xenodiscus Waagen, 1879 †